# Wyścigowe mistrzostwa ZSRR
Wyścigowe mistrzostwa ZSRR (ros. чемпионат СССР) – cykliczne wyścigi samochodowe rozgrywane w ZSRR w latach 1953–1991, organizowane przez Centralny Automotoklub ZSRR.

## Historia

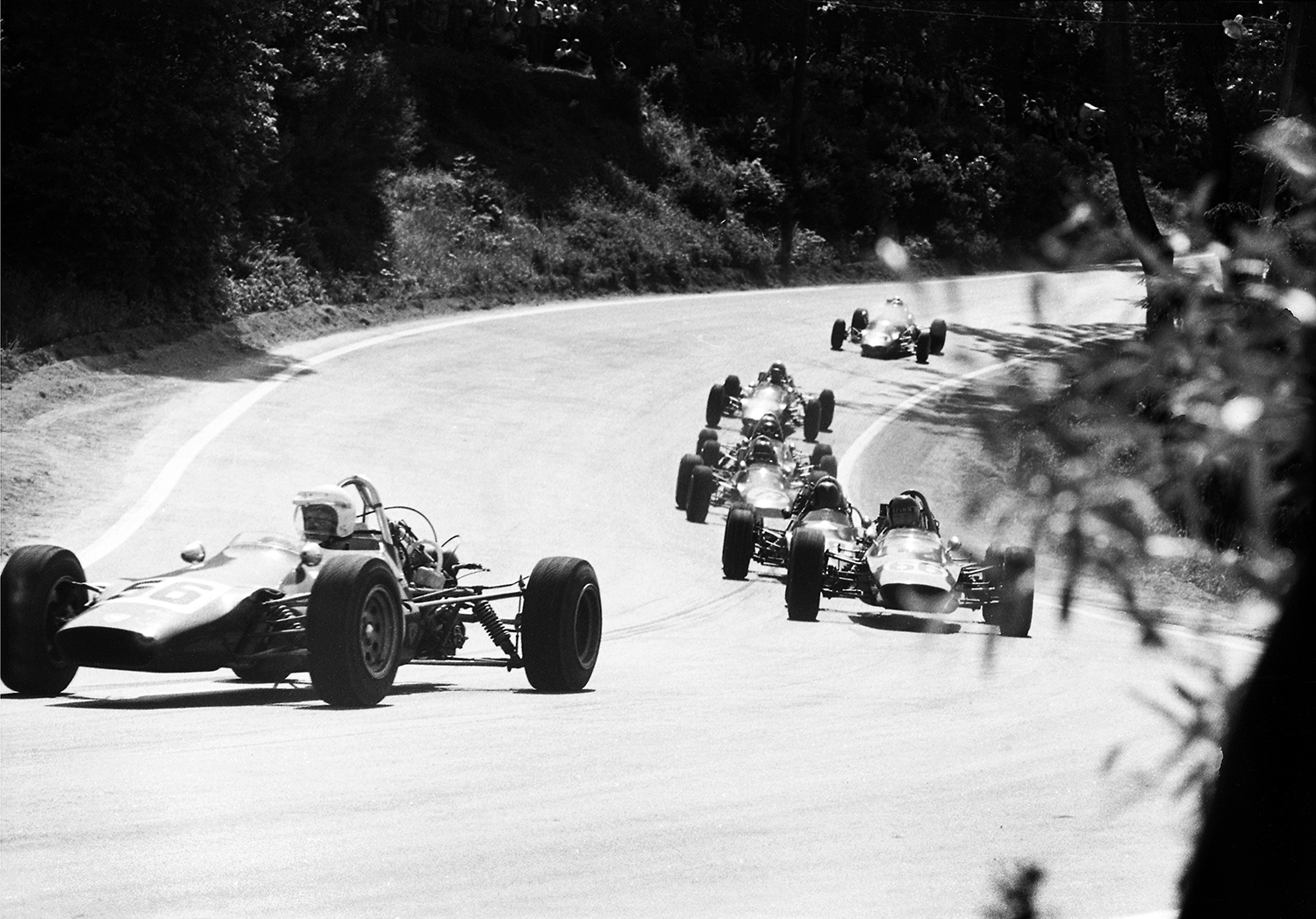
Wyścig na torze Pirita-Kose-Kloostrimetsa w 1974

Pierwszą edycję mistrzostw rozegrano w 1953 roku. Początkowo o mistrzostwie decydował jeden wyścig. Do 1954 roku organizowano wyścigi w klasie Pobiedy i Moskwicza na odcinku trasy Minskoje szosse. W 1955 roku zmieniono trasę na białoruską drogę zasławską o długości okrążenia 44,1 km, dodawano również nowe grupy, jak A, B, G i W.
W 1960 roku w znacznym stopniu zreorganizowano mistrzostwa. Wprowadzono wówczas klasyfikację Formuły 1, Formuły 3 i Formuły Junior. Ponadto po raz pierwszy mistrza wyłaniano na podstawie dwóch wyścigów. Odbyły się one na krótkich torach Niewskoje kolco i Pirita-Kose-Kloostrimetsa. Ponadto wprowadzono zakaz startów kierowcy wspólnie z mechanikiem. W 1962 roku wprowadzono Formułę 2, w 1963 – Formuły 5, a w 1964 – Formuły 4. W 1965 roku dla czołowych radzieckich zawodników ściągnięto z NRD Melkusy 64, które jednak pod koniec lat 60. zaczęły tracić do radzieckich samochodów marki Estonia. W 1966 roku nastąpiło zredukowanie klas, zostawiając formuły: 1, 3 i 4 oraz grupę B. Z kolei od 1969 roku o mistrzostwie samochodów turystycznych ponownie decydował jeden wyścig.
W 1971 roku nastąpiła stabilizacja mistrzostw ZSRR, co zostało osiągnięte poprzez utrzymywanie w kalendarzu trzech eliminacji oraz jasny podział na grupy. W 1977 roku zlikwidowano Formułę 1 i 2, wprowadzono Formułę Easter oraz ustanowiono klasę IV mistrzostwami wieloetapowymi. W 1980 roku w mistrzostwach zadebiutowała Estonia 21 – pierwszy socjalistyczny samochód wykorzystujący efekt przyziemny. Następny rok był ostatnim sezonem mistrzostw Formuły 4. W latach 1984–1986 Formuła Easter była podzielona na dwie klasy. Z kolei po 1987 roku zrezygnowano z organizacji Formuły 3, wprowadzając Formułę Mondial.